# Richard Billings
Pour les articles homonymes, voir Billings.
Richard Billings, né le 18 septembre 1908 dans le Colorado, et mort le 17 août 1965 en Californie, est un enfant acteur américain connu pour sa participation à quelques films muets de la série Les Petites Canailles .

## Filmographie partielle
- 1922 : Fire Fighters (en) de Robert F. McGowan et Tom McNamara (en)
- 1923 : Negrita poids plume (en) (The Champeen) de Robert F. McGowan
- 1923 : The Big Show de Robert F. McGowan
- 1923 : Michael O'Halloran (en) de James Leo Meehan
- 1923 : Lodge Night (en) de Robert F. McGowan
- 1923 : Three Cheers de Gilbert Pratt
- 1923 : La Petite Dame (Gentle Julia) de Rowland V. Lee
- 1925 : Le Sans-Patrie (The Man Without a Country) de Rowland V. Lee